# Schloss Matzen (Matzen-Raggendorf)

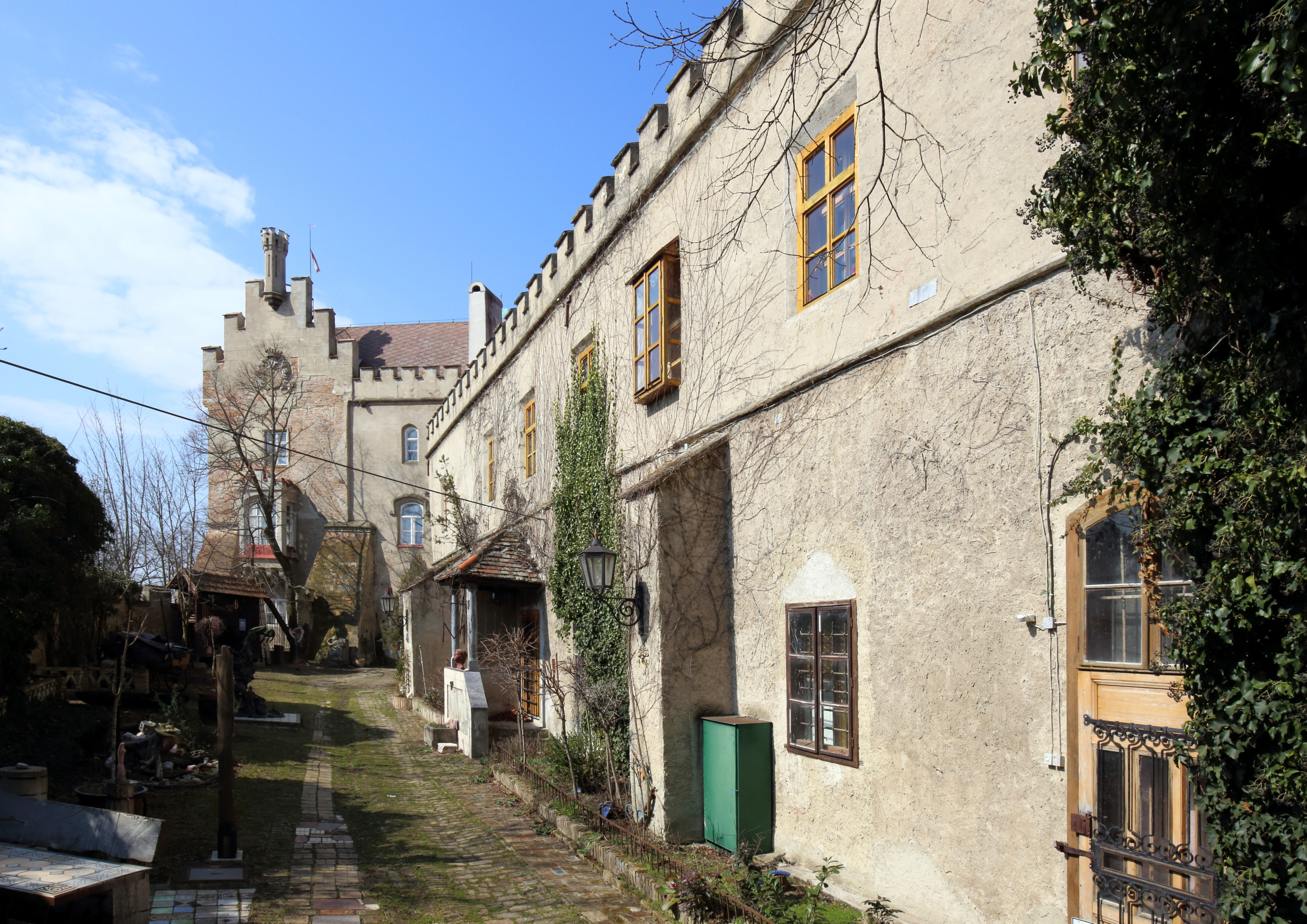
Fassade des Südosttraktes und östliche Stirnseite des Hauttraktes

Das Schloss Matzen steht in der niederösterreichischen Gemeinde Matzen-Raggendorf. Es existiert ein namensgleiches Schloss Matzen in Tirol, das als Hotel genutzt wird. 
Die mittelalterliche Burg wurde vermutlich zeitgleich mit Gründung des Ortes Matzen im 12. Jahrhundert gebaut. Ab 1551 im Besitz der Freiherrn von Herberstein wurde die Burg in ein Renaissanceschloss umgebaut.
Das heutige Schloss ist das Resultat dieser neuzeitlichen Baumaßnahmen, insbesondere der Umbauten durch die Familie Fünfkirchen, die das Schloss zwischen 1629 und 1700 innehatte. Durch Heirat ging Matzen an die Familie Kinsky. Christian Joseph Graf Kinsky (1776–1835) führte 1827 einen weiteren Umbau durch, um das Schloss im Stil der Romantik in eine neugotische Burg mit kleinen Türmen und Zinnen zu verwandeln. Paul Graf Kinsky verkaufte Matzen 1931 an die Familie Löw, deren Firma Gustav und Wilhelm Löw in der Spiritusfabrikation tätig war, wofür in der Umgebung viele Agrarflächen gepachtet wurden. Am Ende des Zweiten Weltkrieges wurde es geplündert und verfiel danach. 1963 kaufte ein Ingenieur die Anlage und begann mit Renovierungsarbeiten.
Von 1966 bis 1989 war das Schloss eine Außenstelle des Museums für Völkerkunde.
Seit vielen Jahren befindet sich das Schloss in Privatbesitz. Die hochgelegene unregelmäßige Baugruppe mit Arkadenhof, dreigeschoßigem Hauptgebäude, zinnenbekrönten Mauern und Viereckturm befindet sich nach Presseangaben in einem baulich schwierigen Zustand. Insbesondere ein Rechtsstreit seit 2015 schlug medial hohe Wellen: Nach starken Regenfällen war eine Außenmauer des Schlosses eingestürzt und hatte eine Schlammlawine ausgelöst. Ein Haus unterhalb der Lawine wurde in der Folge als unbewohnbar erklärt, so dass der Eigentümer auf behördliche Anordnung ausziehen musste. Nach jahrelangen Streitigkeiten wurde der Hang lediglich notgesichert.